# 도피아자
도피아자(페르시아어: دوپیازه)는 아프가니스탄에서 유래한 음식이다. 많은 양의 양파가 들어가며 조리 과정에서 두 단계에 걸쳐 양파가 들어가 페르시아어로 '두 개의 양파'라는 이름을 얻게 됐다. 보통 쇠고기 또는 닭고기, 양고기, 새우 등으로 만드나 채식주의 방식으로도 만들 수 있다.

## 역사
전설에 따르면 도피아자는 아프가니스탄 출신의 무굴 제국 신하 물라 도피야자가 요리를 하면서 실수로 많은 양의 양파를 넣으면서 생겨났다고 한다. 도피아자는 그 뒤 하이데라바드 지방에서 발전하게 됐고 세계 각국에서 무굴 제국식 음식을 대표하는 음식이 됐다.

## 재료
다른 하이데라바드 음식들과 마찬가지로 도피아자는 산미료를 넣는 것이 중요하다. 망고나 레몬 즙, 넌출월귤 등이 쓰이기도 한다.
간단한 도피아자에는 고기와 양파, 생강, 마늘, 매운 향신료(블랙 카다멈, 정향, 후추 열매), 소금, 고춧가루가 들어간다.